# Nyongbyon
Nyongbyon-gun, hay Yongbyon-gun, là một huyện ở tỉnh Bắc Pyongan, Bắc Triều Tiên. Huyện giáp các thành phố Kaech'on và Anju, huyện có diện tích 504 km².
Huyện này là nơi có Trung tâm nghiên cứu khoa học hạt nhân Yongbyon.